# 芝高木
芝高木（しばたかぎ）は、埼玉県川口市の町名。現行行政地名は芝高木一丁目および二丁目。住居表示実施地区。郵便番号は333-0868。

## 地理
川口市の北西部に位置する。京浜東北線蕨駅が最寄り駅となっている。東京外環自動車道川口西インターチェンジが近い。区画整理事業が完了し、主に住宅地となっている。

## 歴史

### 沿革
- 2007年（平成19年）12月1日 - 第20次住居表示整備事業として芝東第5土地区画整理事業地区内の大字伊刈の一部から芝高木一丁目および二丁目が成立[5]。

## 世帯数と人口
2018年（平成30年）3月1日現在の世帯数と人口は以下の通りである。
| 丁目         | 世帯数    | 人口    |
| ------------ | --------- | ------- |
| 芝高木一丁目 | 564世帯   | 1,154人 |
| 芝高木二丁目 | 560世帯   | 1,271人 |
| 計           | 1,124世帯 | 2,425人 |

## 小・中学校の学区
市立小・中学校に通う場合、学区（校区）は以下の通りとなる。
| 丁目         | 番地 | 小学校               | 中学校             |
| ------------ | ---- | -------------------- | ------------------ |
| 芝高木一丁目 | 全域 | 川口市立芝中央小学校 | 川口市立芝東中学校 |
| 芝高木二丁目 | 全域 | 川口市立芝中央小学校 | 川口市立芝東中学校 |

## 施設
1丁目
- 市営芝高木団地
- 瀧野川信用金庫
- 八雲神社
- 戸崎稲荷大明神
- 大行院

2丁目
- 川口市立芝中央小学校
- 芝スポーツセンター
- 芝公園

※ 芝高木保育所は隣の芝宮根町に所在する。